# Meister des Rimini-Altars

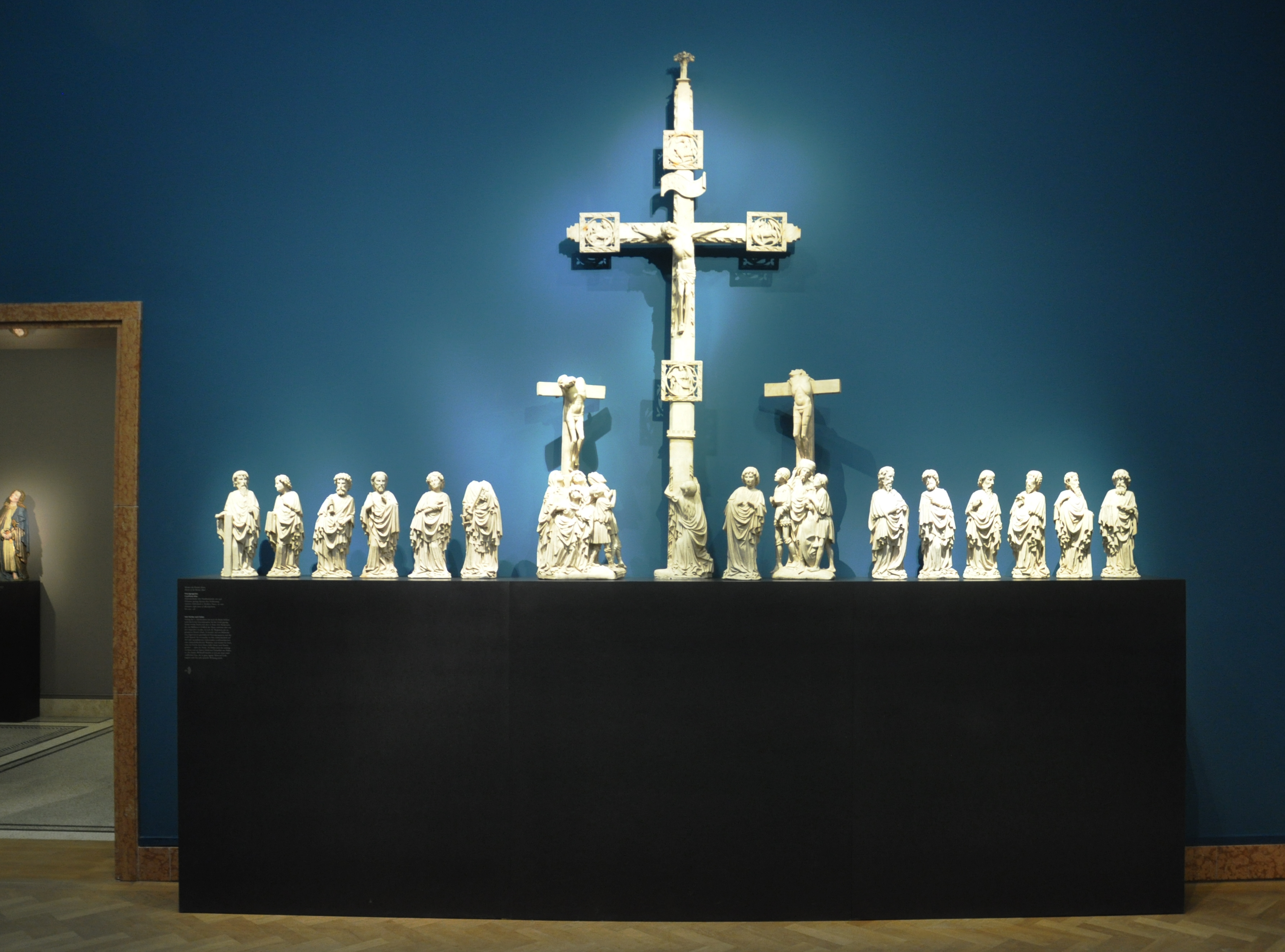
Meister des Rimini-Altars: Kreuzigungsaltar, um 1430, Alabaster, Liebieghaus

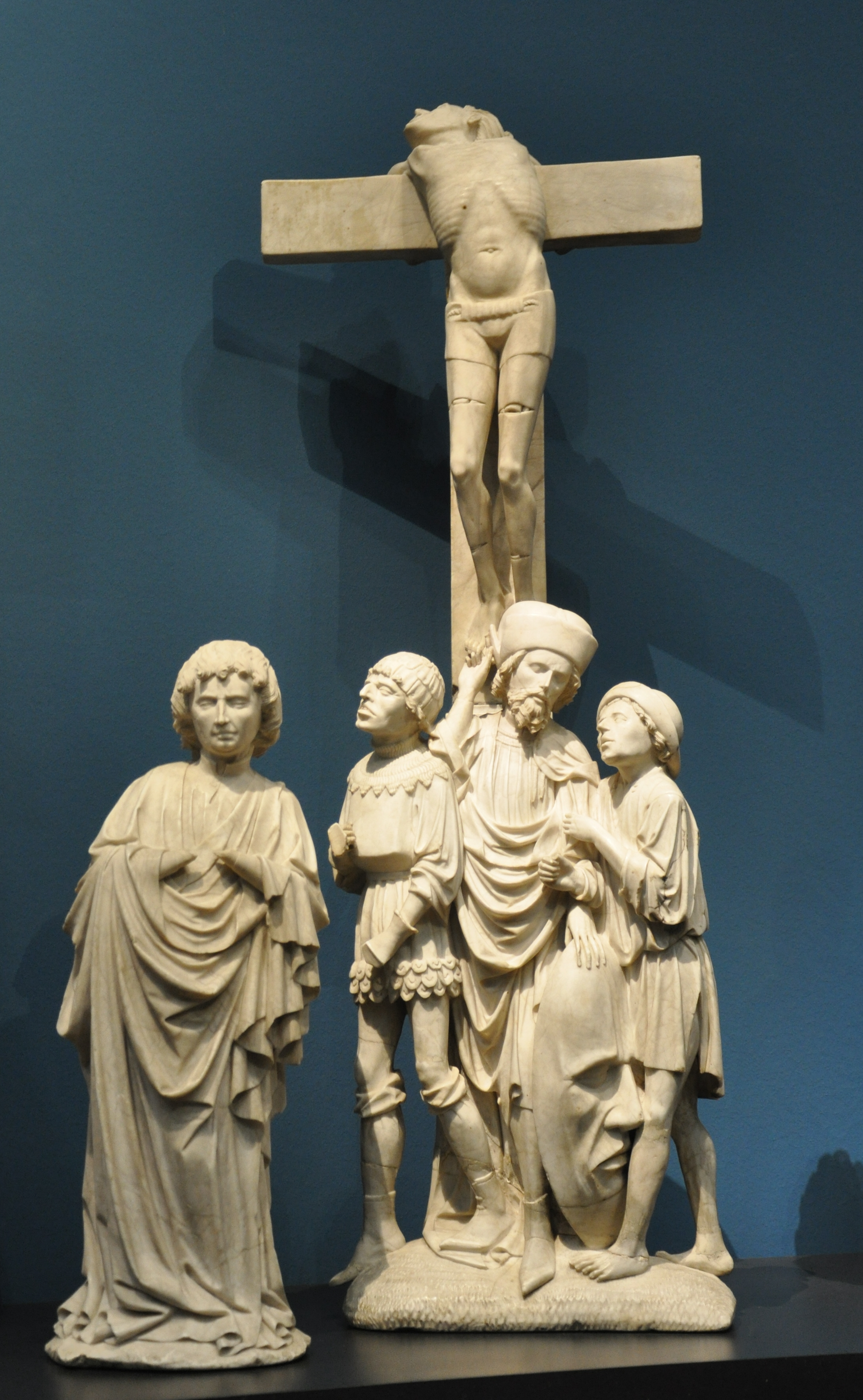
Meister des Rimini-Altars: Kreuzigungsaltar, um 1430, Alabaster, Liebieghaus (Detail)

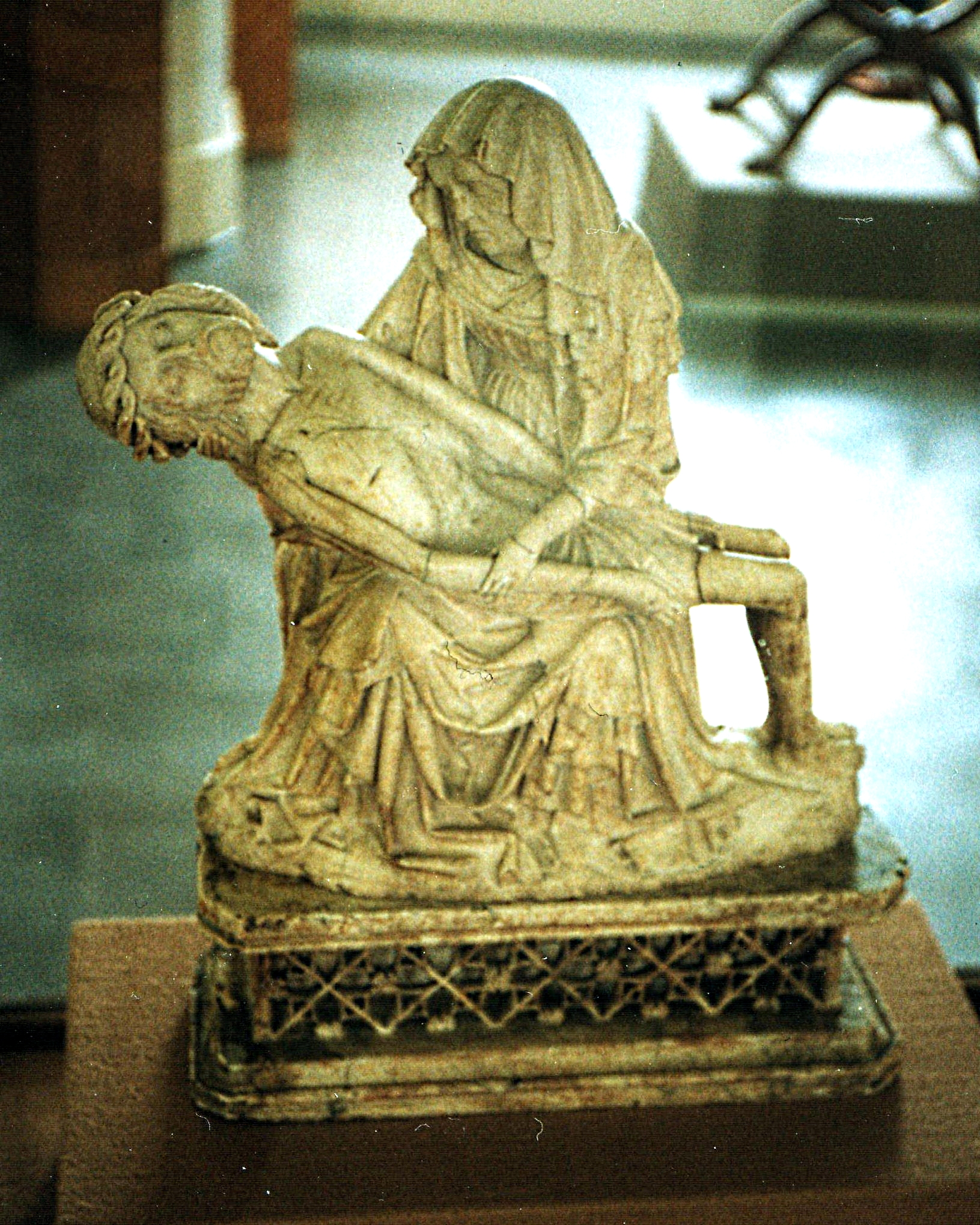
Lorcher Pietà, um 1420, Alabaster, wird der Werkstatt des Rimini Meisters zugesprochen. Hessisches Landesmuseum Wiesbaden, Sammlung Nassauischer Altertümer ehemals aus Lorch (Rheingau)

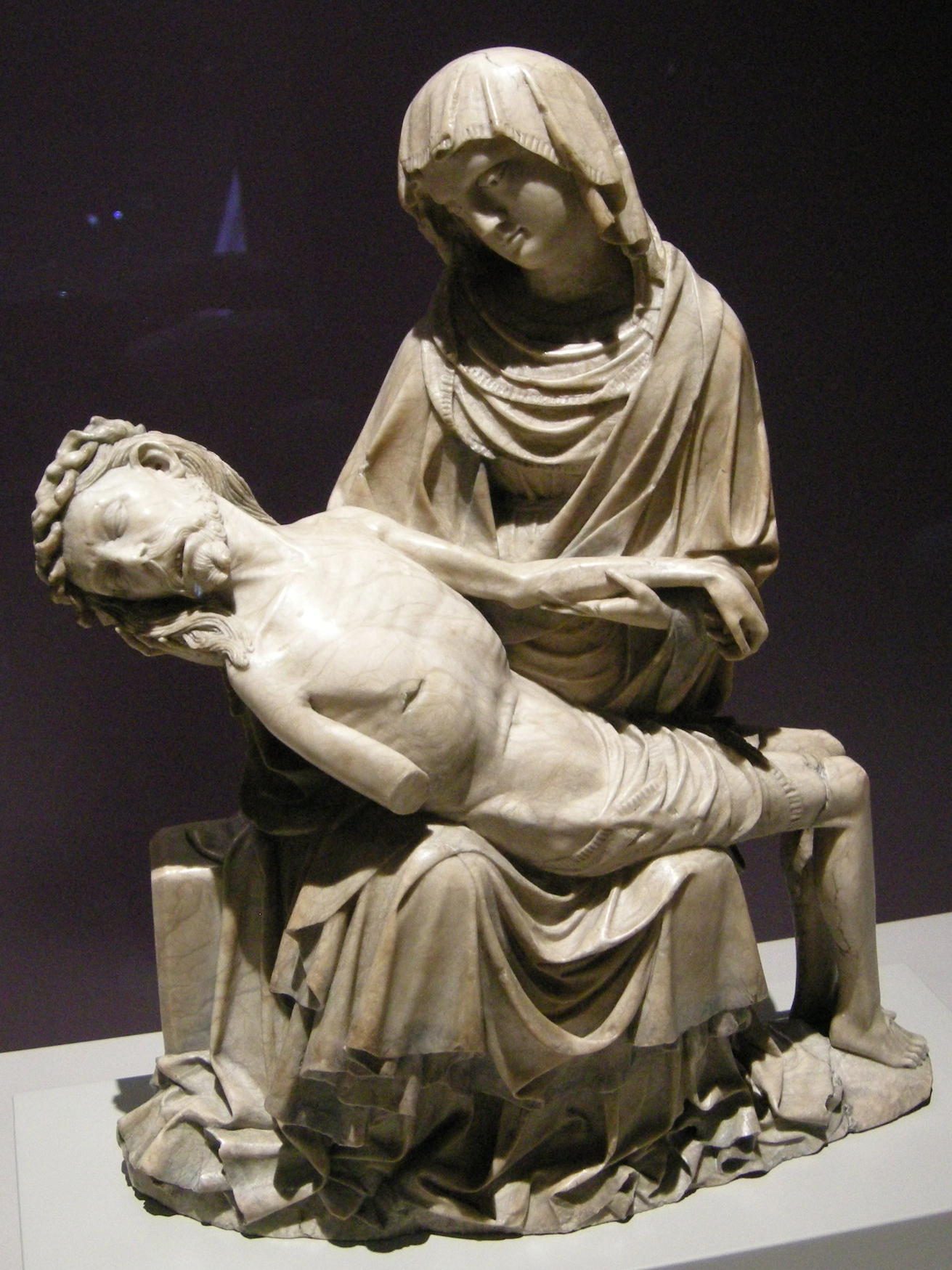
Meister des Rimini-Altars: Pietà, um 1430, Alabaster, Victoria & Albert Museum

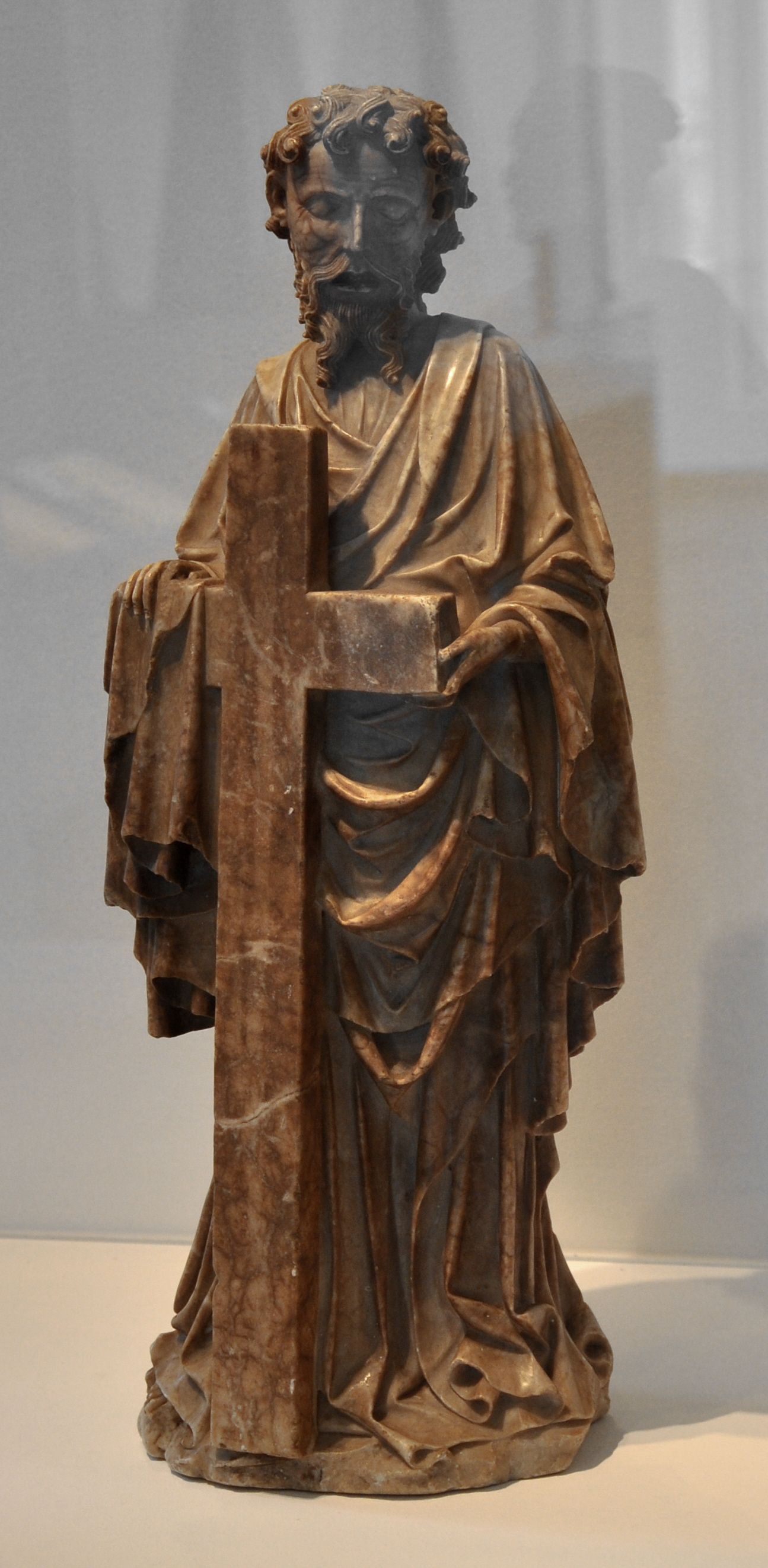
Meister des Rimini-Altars: St Philip, um 1420, Alabaster, J. P. Getty Museum, Los Angeles

Als Meister des Rimini-Altars, auch Meister des Frankfurter Kreuzigungsaltares, wird der namentlich nicht bekannte Bildhauer der Gotik bezeichnet, der um 1430 aus Alabaster die Figuren einer Kreuzigung Christi für die Kirche Santa Maria delle Grazie in Rimini in Italien geschaffen hat. Eventuell wurden die Figuren für die Weihe der Kirche 1432 geliefert. Der Meister hatte seine Werkstatt wahrscheinlich in Nordfrankreich oder in den Südniederlanden und sein Werk von dort nach Italien exportiert.

## Der Rimini-Altar
Aus mehreren Blöcken hat der Meister Figurengruppen gehauen, im Zentrum ist Christus an einem über zwei Meter hohen Kreuz zu sehen, unter dem Kreuz stehen lebhaft dargestellte mehrfigurige Gruppen, Apostelstatuetten flankieren die Szene. Die Figuren sind eines der besterhaltenen Beispiele von Kunstwerken aus Alabaster ihrer Art.
Die Figuren des Kreuzigungsalters zeigen die hohe Kunstfertigkeit des Meisters, der stilistisch noch dem Weichen Stil folgt. Die Figuren waren in einen Altar oder vielleicht auch in einer Chorschranke aufgestellt. Sie wurde im 17. Jahrhundert in einen barocken Altar eingefügt und 1913 vom Liebieghaus in Frankfurt am Main erworben.

## Werkstatt
Der Meister des Rimini-Altars war vielleicht in Frankreich in der Gegend um Lille oder Arras tätig. Arras war damals ein Zentrum der Alabasterkunst. Er könnte sein Schaffenszentrum aber auch bei Tournai gehabt haben, damals noch Teil der französischen Provinz Cambrésis oder auch in den südlichen Niederlanden, in der damaligen Grafschaft Flandern. In seinem Werk sind stilistische Anklänge an die aus Tournai stammenden flämischen Maler Robert Campin und Rogier van der Weyden zu finden. Diese Verbindung zu den Niederlanden und die Anregungen durch die gleichzeitige niederländische Malerei wird nach Meinung einiger Experten durch den  reichen und realistischen Faltenwurf unterstrichen, dessen Kombination aus Licht und Schatten eine fast malerische Qualität erreicht.

## Vesperbilder
Der Meister des Rimini-Altars soll auch die Lorcher Pietà geschaffen haben, eine Alabasterstatue der trauernden Maria mit dem toten Christus auf dem Schoß. Es werden ihm weitere Alabasterfiguren solcher Vesperbilder zugeordnet. Das Motiv der Pietà fand im nördlichen Europa im 14. Jahrhundert weite Verbreitung und einige Figurengruppen wurden auch nach Italien exportiert. Es kann vermutet werden, dass auch Michelangelo solche Figuren kannte und von ihnen Anregung zu seiner Römischen Pietà im Petersdom im Vatikan zu fand.

## Werke (Auswahl)
Dem Meister des Rimini-Altars werden folgende Alabasterfiguren zugeordnet:
- Kreuzigungsaltar von Rimini. Frankfurt am Main, Liebieghaus, Inv. Nr. 400–418.
- Madonna mit Kind. London, Victoria and Albert Museum, Inv. Nr. M.89.140.
- Pietà. London, Victoria & Albert Museum, Inv. Nr. A.28-1960.[4]
- Pietà. Baltimore, Walters Art Museum, Inv. Nr. 27.349.[5]
- Zwei Apostelfiguren. New York, Metropolitan Museum of Art, The Cloisters.[6]
- Apostel (Bartholomäus?). Berlin, Skulpturensammlung, M 292.[7]
- Pietà  (Madonna dell’Acqua). Rimini, Kirche San Francesco & Tempio Malatestiano (zugeschrieben)[8]
- Kopf des Johannes. Utrecht, Kirche St. Willibrordus.
- Pietà aus dem Lorcher Hilchenhaus. Landesmuseum Wiesbaden.
- Pietà aus der Martinskirche in Lorch. (zugeschrieben). Wiesbaden, Sammlung Nassauischer Altertümer.
- Heiliger Petrus. ehemals Frankfurt am Main, Museum für Angewandte Kunst, Inv. Nr. Mu. St. 15; nach der Restitution als Raubkunst 2014 bei Sotheby’s versteigert.[9] und vom J. Paul Getty Museum erworben.[10] Schon 1934 als Heiliger Philipp bezeichnet, und so nun auch bei Sotheby’s und im Getty Museum.